# Morten Gamst Pedersen
Morten Gamst Pedersen (ur. 8 września 1981 w Vadsø) – norweski piłkarz, zawodnik Tromsø IL.
Profesjonalną karierę zaczynał w Tromsø IL. W 2004 roku, mimo zainteresowania takich klubów jak Aston Villa czy Tottenham Hotspur postanowił podpisać kontrakt z innym zespołem z Premier League, Blackburn Rovers. Debiut w pierwszej drużynie zaliczył w zremisowanym 1-1 meczu z Manchesterem United. W 2016 wrócił do Tromsø IL.
W drużynie narodowej występował od 2004 i był jej podstawowym zawodnikiem.